# 미차엘 에스트라다
미차엘 스테빈 에스트라다 마르티네스(스페인어: Michael Steveen Estrada Martínez, 1996년 4월 7일 ~ )는 에콰도르의 축구 선수이며, 현재 톨루카에서 CSKA 소피아로 임대되어 뛰고있다. 주 포지션은 공격수이다.